# 문지홍
문지홍(1990년 11월 13일 ~ )은 대한민국의 배우이다.

## 학력
- 한국예술종합학교 연기과

## 출연작

### 영화
- 《악질경찰》 (2019년) - 고삐리 1 역

- 《공작》 (2018년) - 국경수비대 3 역
- 《E.M.O》 (2017년)
- 《건우와 덴마크》 (2016년) - 새한 역
- 《사돈의 팔촌》 (2016년) - 파티남 (목소리) 역
- 《사요나라》 (2015년) - 백동수 역
- 《파고》 (2014년)
- 《서울연애》 (2014년) - 지홍 역
- 《울게 하소서》 (2013년) - 동네청년 2 역
- 《불어로 말해요》 (2011년)

### 드라마
- 《내일》 (MBC, 2022년) - 강호일 역
- 《바람이 분다》 (JTBC, 2019년)
- 《으라차차 와이키키》 (JTBC, 2018년)
- 《KBS 드라마 스페셜 - 빨간 선생님》 (KBS2, 2016년)

### 연극
- 《파란나라》
- 《보이체크》 - 원숭이 역
- 《인간동물원초》 - 핑핑 역
- 《브레인 컨트롤》
- 《왕의 의자》
- 《군인은 어떻게 축음기를 수리하는가》